# Фили (връх)
Вуно Филис е възвишение в планината Парнита, който се намира на север от днешното северно предградие Фили на Атина.
Днес на върха са руините от третото хронологически укрепление Фили в този район, което било издигнато от древните атиняни, за да бранят Древна Атина от тиванците и другите варвари, прииждащи от север. Приема се, че по персийски тертип, след гръко-персийските войни, древните атиняни усвоили изкуството да си предават светлинни сигнали с огън, за да се защитават успешно от варварски нападения и ключово място за подаване на такива сигнали към Древна Атина било укреплението на Фили.